# ブライアン・ジョンストン
ブライアン・ジョンストン（Brian Johnston、1968年7月28日 - ）は、アメリカ合衆国の総合格闘家、プロレスラー。

## 来歴
1996年7月12日、UFC 10に参戦してトーナメント1回戦を勝ち抜いたが準決勝でドン・フライに敗れた。9月20日、UFC 11に参戦してトーナメント1回戦を勝ち抜いたが準決勝でマーク・コールマンに敗れた。
1997年9月、新日本プロレスに初出場してフライと共闘して新日本で活躍。その後、フライがUFOと契約したことに怒り、新日本と契約して「ブライアンとフライとのライバル対決」が注目されていた。
新日本の本隊側の選手となり、プロレスで言うベビーフェイスサイドの「ガイジン選手」と言う扱いになっていたが人柄がファンにも伝わった事で人気選手になった。
2000年4月、ユニット「G-EGGS」に加入。
2001年8月19日、K-1で行われた藤田和之対ミルコ・クロコップ戦で藤田のセコンドについたが試合中に体調不良を起こしていたらしく、試合終了後に控え室で「彼の体調がおかしい」ことを試合終了後の選手が指摘したことにより、病院に入院して脳梗塞と判明。その後、リングに上がることがなかったことから永田裕志がファンに対してプロレスのインタビューで「ブライアンは元気。少し体に後遺症が出ているだけで普通に生活できている」とファンに伝えたこともあった。
2003年9月6日、WJプロレス主催の金網総合格闘技大会「X-1」にプロデューサーとして携わった。

## 戦績
| 総合格闘技 戦績 | 総合格闘技 戦績 | 総合格闘技 戦績 | 総合格闘技 戦績 | 総合格闘技 戦績 | 総合格闘技 戦績 | 総合格闘技 戦績 |
| --------------- | --------------- | --------------- | --------------- | --------------- | --------------- | --------------- |
| 10 試合         | (T)KO           | 一本            | 判定            | その他          | 引き分け        | 無効試合        |
| 5 勝            | 1               | 4               | 1               | 0               | 0               | 0               |
| 5 敗            | 1               | 4               | 0               | 0               | 0               | 0               |

| 勝敗 | 対戦相手               | 試合結果                                 | 大会名                                          | 開催年月日    |
| ×    | ダン・ボビッシュ       | 1R 2:10 TKO（パウンド）                  | UFC 14: Showdown 【ヘビー級トーナメント 1回戦】 | 1997年7月27日 |
| ○    | ジョン・レンフロー     | 1R 2:10 チョーク                         | Strike Force                                    | 1997年5月31日 |
| ×    | キモ                   | 1R 1:43 前腕チョーク                     | Ultimate Explosion                              | 1997年4月16日 |
| ○    | デニス・リード         | 1R 0:48 チョークスリーパー               | Extreme Challenge 3                             | 1997年2月15日 |
| ○    | エジリオ・ダ・コスタ   | 1R 1:34 ギブアップ（頭突き）             | Universal Vale Tudo Fighting 5                  | 1997年1月30日 |
| ×    | ケン・シャムロック     | 1R 5:48 前腕チョーク                     | Ultimate Ultimate 1996 【1回戦】                | 1996年12月7日 |
| ×    | マーク・コールマン     | 1R 2:20 ギブアップ（グラウンドの打撃）   | UFC 11: The Proving Ground 【準決勝】           | 1996年9月20日 |
| ○    | レーザ・ナスリ         | 1R 0:28 TKO（グラウンドの打撃）          | UFC 11: The Proving Ground 【1回戦】            | 1996年9月20日 |
| ×    | ドン・フライ           | 1R 4:37 ギブアップ（グラウンドの肘打ち） | UFC 10: The Tournament 【準決勝】               | 1996年7月12日 |
| ○    | スコット・フィードラー | 1R 2:25 ギブアップ（パウンド）           | UFC 10: The Tournament 【1回戦】                | 1996年7月12日 |

## 得意技
ブライアン・ストレッチ